# Eyjafjallajökull (volcán)
Eyjafjallajökull (escucharⓘ, AFI: ['ɛɪ.jaˌfjatl̥aˌjœkʰʏtl̥]), también conocido como Eyjafjöll, o Eyjafjalla, es un volcán situado al norte de Skógar, en la región de Suðurland, al sur de Islandia. Tiene entre 1651 m y 1666 m de altitud, y ha estado moderadamente activo en los últimos 8000 años.

## Etimología
Eyjafjallajökull es un término islandés compuesto por tres palabras: Eyja-fjalla-jökull. Eyja- es el plural genitivo de la palabra ey, que significa «isla». De hecho, se refiere al vecino archipiélago de las Islas Vestman. La parte central -fjalla- es el plural genitivo de fjall, que significa «montaña». El término Eyjafjöll se usa habitualmente para designar a las montañas y a la zona inhabitada del suroeste del volcán. La parte final -jökull significa «glaciar». Por lo tanto la traducción es “el glaciar en las montañas junto a las islas”.

## Geología

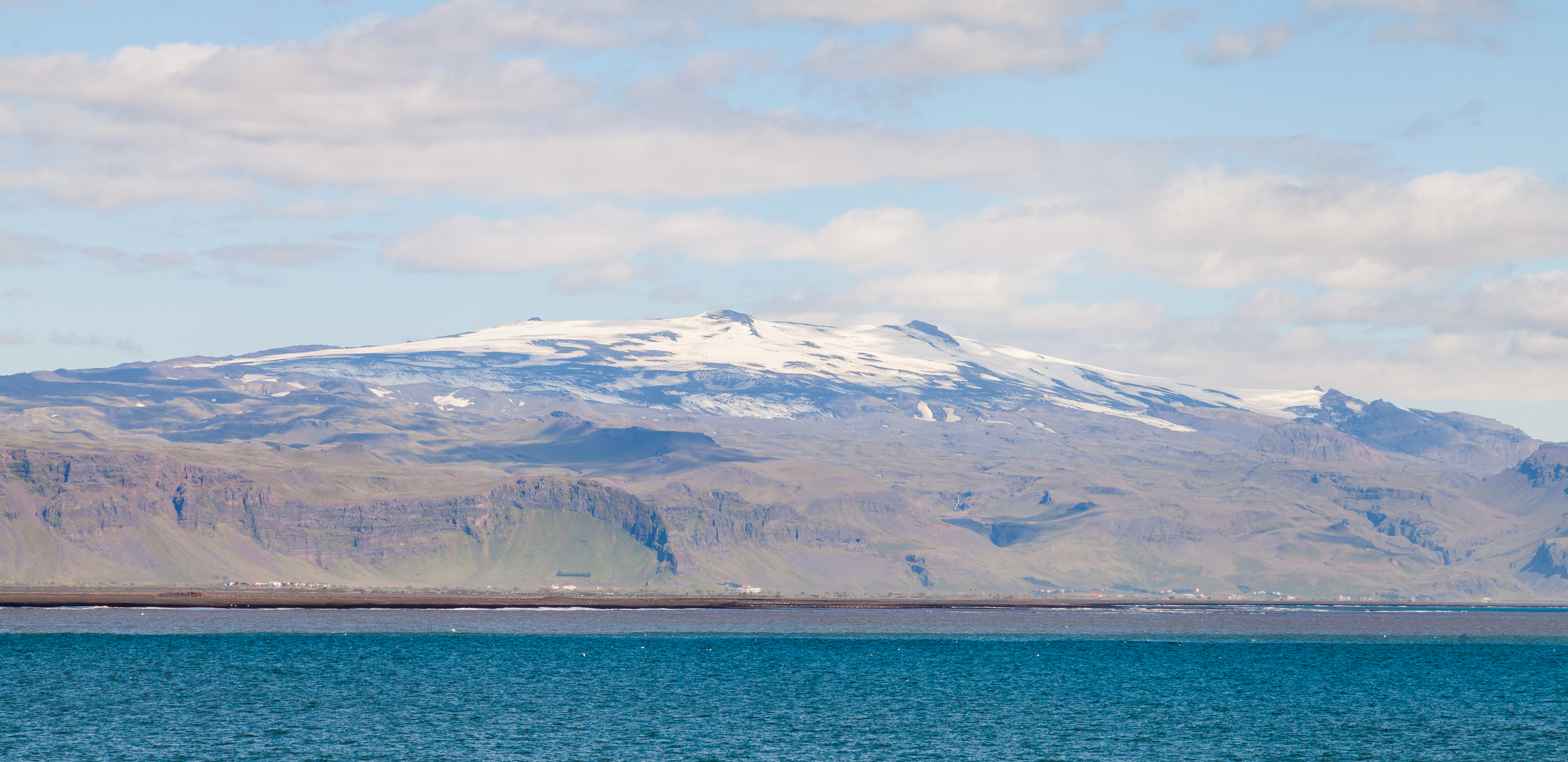
Vista de Eyjafjallajökull desde el mar en verano de 2014.

El volcán Eyjafjallajökull es un cono alargado, con una base elíptica de 25 km de largo por 15 km de ancho, separada por una franja ancha de 3 a 5 kilómetros de tierras bajas que la separa de la costa sur de Islandia. Tiene entre 1651 m y 1666 m de altura y su cumbre es una caldera elíptica de 2,5 km de ancho y 200 m de profundidad.
Es un estratovolcán formado hace unos 780 000 años, por lo que es considerado uno de los volcanes activos más antiguos de Islandia. Ha estado moderadamente activo en el Holoceno, y su última erupción, en 2010, produjo 0.27 km³ de tefra y 0.023 km³ de lava.
Ha tenido diversas fisuras de lava en su laderas en los flancos este y oeste, pero especialmente en este último.
Se encuentra a 25 km del centro del volcán Katla. Tres eventos se han asociado con las erupciones ocurridas entre ambos volcanes, lo que ha conducido a teorías de un acoplamiento mecánico entre sus sistemas. Sin embargo, los dos volcanes muestran una clara diferencia en el nivel de actividad, que puede tomarse como una evidencia de su diferencia de estructura, y por lo tanto, la actividad concurrente podría interpretarse como una simple coincidencia.
El glaciar Eyjafjallajökull, de hasta 200 m de espesor, cubre parcialmente el volcán. El glaciar de salida Gígjökull se origina a través de una abertura en el borde del cráter, desde donde fluye hacia el norte.
El mar alcanzó los acantilados de las montañas hasta el último período glacial hace unos 10 000 años, pero hoy en día las cascadas de Skógafoss, Seljalandfoss y Glúfurárfoss salen de sus acantilados a unos cinco kilómetros de la costa atlántica.
Las colinas son de tobas palagoníticas, basalto y roca conglomerada, que se ha amontonado en la última parte de la era glacial.
Sobresalen del borde circular del cráter los picos Hámundur (1651-1666 m s. n. m.), Guðnasteinn y Goðasteinn, Innri-Skoltur y Fremri-Skoltur.

## Actividad

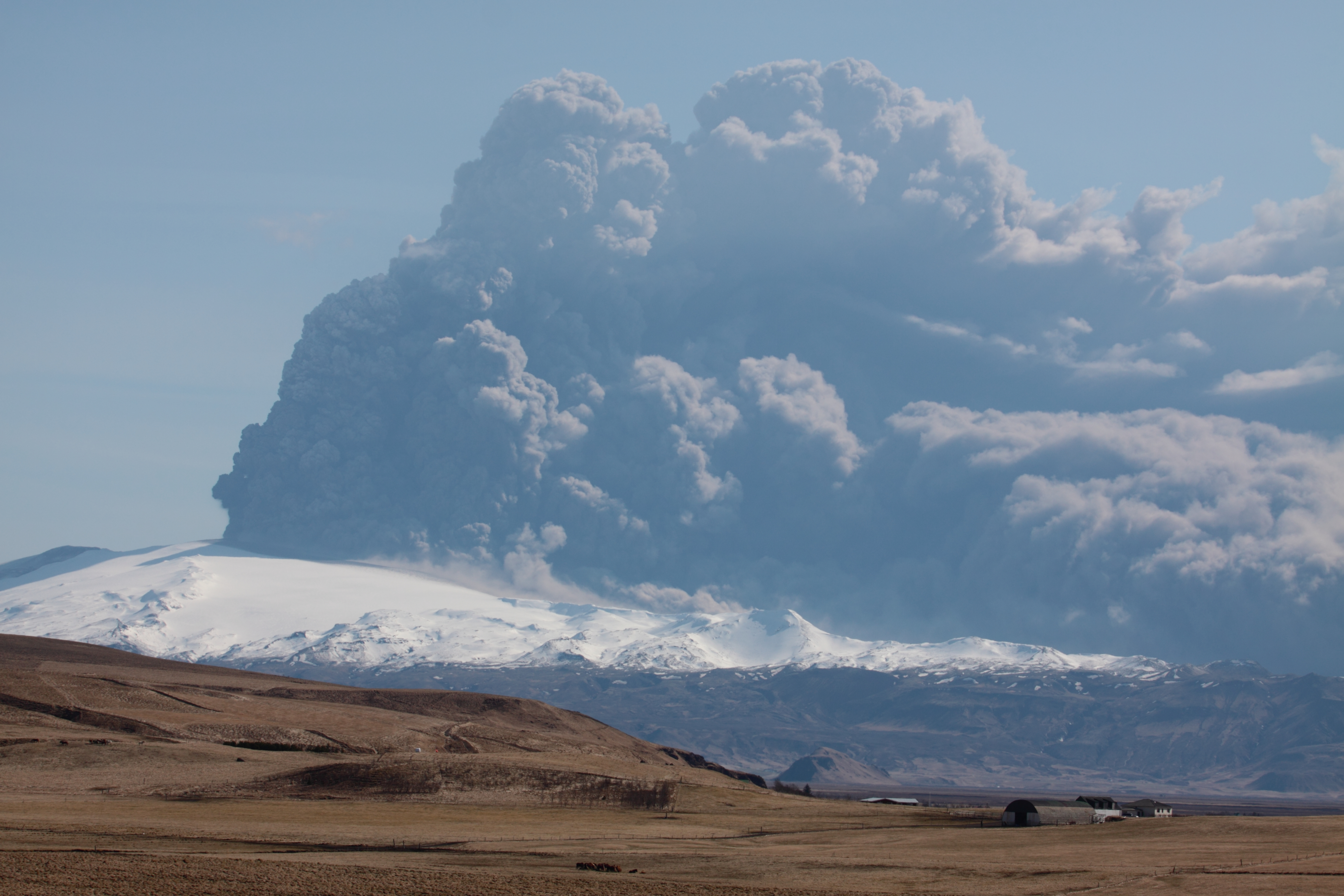
Nube de cenizas volcánicas sobre el Eyjafjallajökull en 2010.

La actividad sísmica del volcán es prácticamente estable, teniendo registros solamente de tres episodios sísmicos, en 1994, 1996 y 1999, de baja magnitud, alcanzando únicamente una vez la magnitud 3 en la escala de Richter. Ninguno de esos eventos desencadenó una actividad volcánica.
Existen cinco períodos eruptivos confirmados: alrededor de los años 550 y 920, en 1612, entre 1821 y 1823 y en 2010. Los dos primeros están documentados mediante el análisis de los restos de la erupción, pero no hay documentación histórica. Los siguientes en 1612 y 1821 tienen pequeños registros históricos, y el más actual, en 2010, tiene una amplia documentación científica y de medios de comunicación.
Existen fuentes de una erupción en 1717 o 1720, registrada por Stephenson en su historia de Islandia durante el siglo XVIII, en donde se nombraba al Eyjafjallajökull como Österjöjull (glaciar del este). No obstante, actualmente se conoce que en esos dos años las erupciones ocurrieron en Bárðarbunga.

### Erupción de 920
La erupción del año 920 se ha confirmado por el estudio de los sedimentos presentes a lo largo de una grieta radial en el flanco noroeste del volcán. Esta cresta, conocida como Skerin o Skerjahryggur está formada principalmente de lavas traquíticas y tiene aproximadamente 4,5 km de longitud, una media de 100 m de ancho y una elevación que desciende por la ladera del volcán desde los 1400 a los 856 metros.
En el mismo año, el volcán Katla también tuvo un brote eruptivo.

### Erupción de 1612
Los datos sobre la erupción de 1612 son muy limitados, entre otras cosas porque fue un brote muy corto, con una erupción explosiva en la cima del cráter y una fase de producción de cenizas que duró tres días. Daniel Vetter, un viajero checo documentó que la onda expansiva de la explosión se pudo escuchar a 30 kilómetros de distancia, y dejó constancia de que la erupción generó desprendimientos de bloques de hielo en el glaciar. La caída de cenizas se ha encontrado en el área de los glaciares de Vatnajökull y Mýrdalsjökull.
Se calcula que expulsó un volumen de un millón de metros cúbicos de tefra a través de erupciones volcánicas explosivas.
Aunque ha sido una erupción documentada, los registros contemporáneos proporcionan información principalmente sobre la erupción vecina del volcán Katla, que surgió a continuación y fue mucho más prominente.

### Erupción de 1821-23

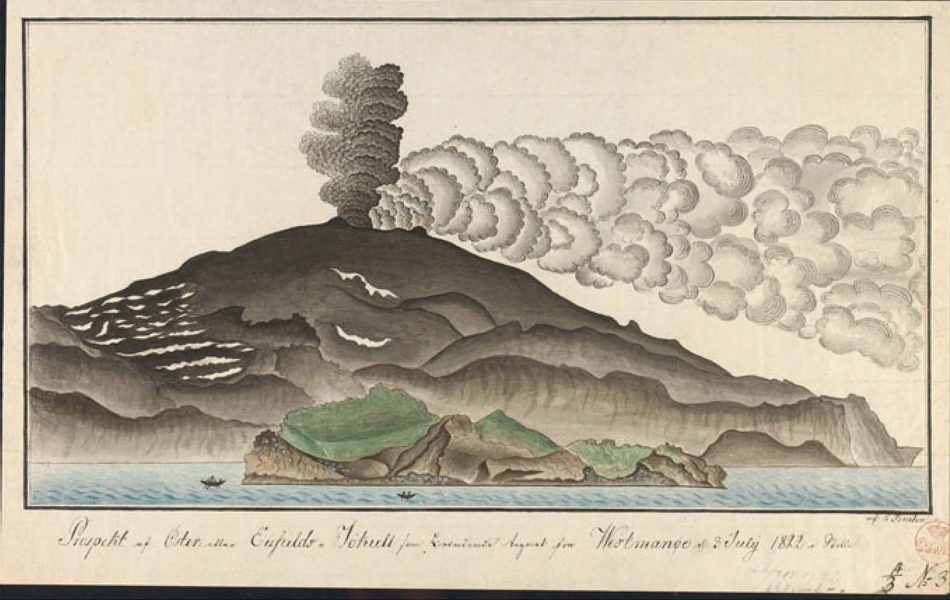
Acuarela pintada por E. Bruhn en 1822: en primer plano está la isla Heimaey y al fondo el volcán en erupción.

Fue una erupción pequeña, pese a lo cual causó algún daño, debido principalmente a la alta concentración de flúor de la ceniza, que en dosis altas puede tener efectos negativos en la estructura ósea del ganado vacuno, caballos, ovejas y seres humanos. La erupción también provocó el deshielo de algunos glaciares y las inundaciones en los ríos cercanos Markarfljót y Holtsá. La erupción y las inundaciones fueron documentadas por Sveinn Pálsson, quien también fue el primero en ascender la cumbre del volcán.
La fase eruptiva se inició entre el 19 y 20 de diciembre con una serie de erupciones explosivas que continuaron en los días siguientes, originándose, según diversas fuentes, fuertes lluvias de ceniza en los alrededores del volcán, especialmente hacia el sur y el oeste.
Después, la erupción continuó de forma más moderada hasta junio de 1822, comenzando a finales de junio otra serie de erupciones explosivas seguidas, y hasta principios de agosto de 1822. Las columnas de la erupción alcanzaron alturas considerables, con caída de ceniza, tanto en el extremo norte del país, en Eyjafjörður, como en el suroeste, en la península de Seltjarnarnes cerca de Reikiavik.
El período comprendido entre agosto y diciembre de 1822 fue más tranquilo, pero los agricultores atribuyeron la muerte de ganado vacuno y ovino en la zona del Eyjafjörður a la intoxicación por esta erupción, hecho contrastado por análisis modernos, que han relacionado las muertes como envenenamiento por flúor. 
La actividad eruptiva finalizó el 1 de enero de 1823. Ese año se inspeccionaron los cráteres, observándose fisuras cerca de la caldera, al oeste de Guðnasteinn. En la primavera de 1823, el cercano volcán Katla, situado debajo del glaciar Mýrdalsjökull, entró en erupción, observándose todavía columnas de vapor al mismo tiempo en la cumbre de Eyjafjallajökull. Las cenizas de las erupciones de 1821 se encontraron en todo el sur de Islandia, presentando un color gris oscuro, de grano pequeño y rocas intermedias que contienen aproximadamente entre un 68-70 % de dióxido de silicio.

### Erupción de 2010

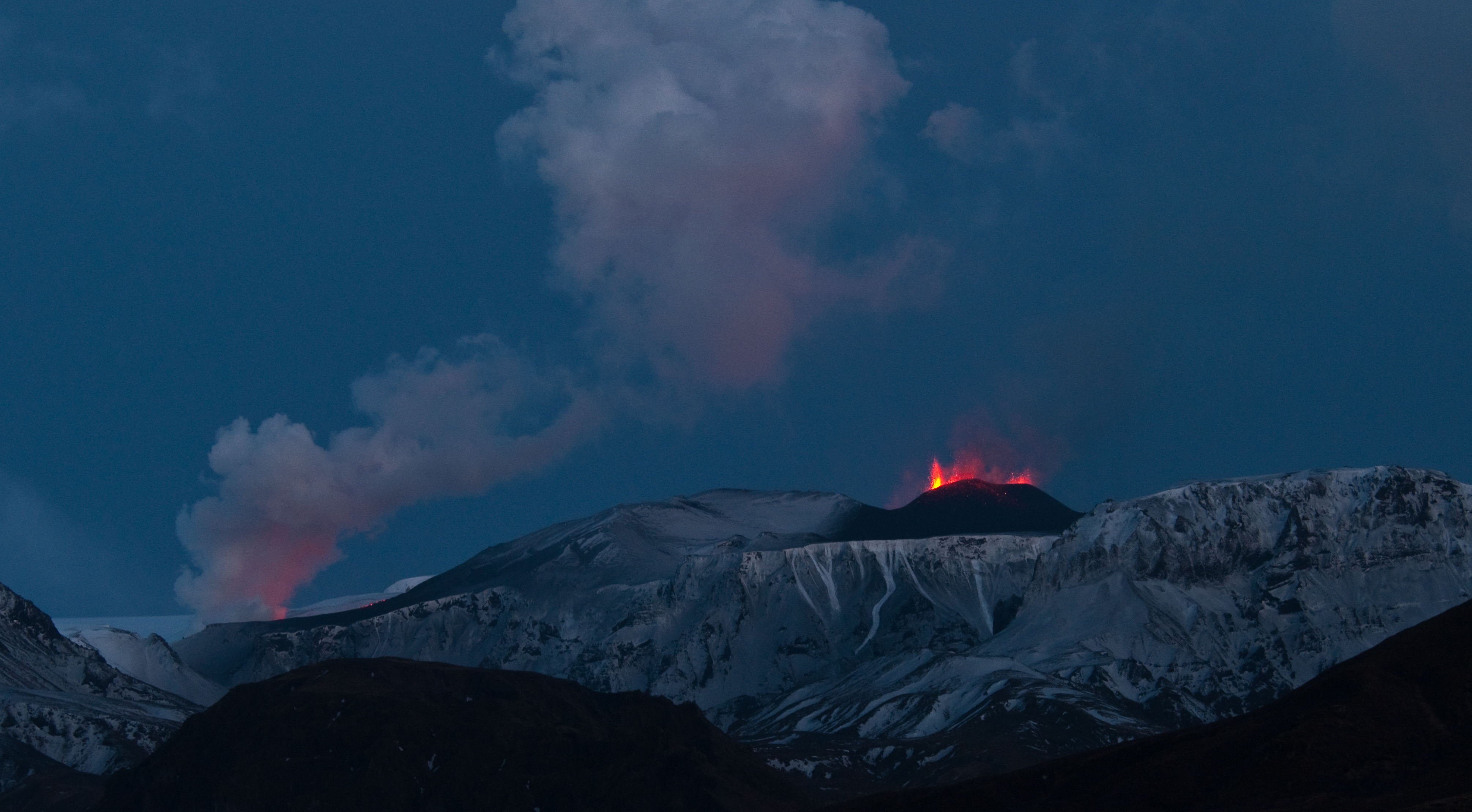
Erupciones del volcán Eyjafjallajökull en 2010: a la izquierda el humo de Fimmvörðuháls y a la derecha el cráter empezando su erupción.

La erupción comenzó el 20 de marzo de 2010, a unos 8 kilómetros al este del cráter del volcán, en la región de Fimmvörðuháls, donde es muy popular la práctica del senderismo. Esta primera erupción no ocurrió en el glaciar y fue menor que la prevista por algunos geólogos.
El 14 de abril de 2010 comenzó una nueva erupción, esta vez en el cráter superior, justo en el centro del glaciar, lo que causó el deshielo de este y las consecuentes inundaciones en los ríos cercanos, provocando la evacuación de más de 800 personas. Esta erupción fue de naturaleza explosiva, estimándose que fue entre diez y veinte veces superior a la anterior en Fimmvörðuháls.
Esta segunda erupción arrojó unos 250 millones de metros cúbicos de ceniza volcánica a la atmósfera, llegando a una altura de hasta once kilómetros y extendiéndose por un área de miles de kilómetros cuadrados, causando la interrupción del tráfico aéreo en el noroeste de Europa el 15 de abril de 2010, el cierre de aeropuertos y el espacio aéreo sobre la mayor parte del norte y centro de Europa, así como la cancelación de más de 20 000 vuelos.
El 23 de mayo de 2010, se declara la erupción como finalizada, y se inició desde entonces un monitoreo más de cerca al volcán. El volcán continuó con actividad sísmica desde entonces, pero los vulcanólogos descartaron otro proceso eruptivo.
En agosto de 2010, se declaró al Eyjafjallajökull como dormido.